# Rodolfo Manzo
Rodolfo Manzo Audante (San Vicente de Cañete, 1949. június 5. –) válogatott perui labdarúgó, hátvéd.

## Pályafutása

### Klubcsapatban
1968 és 1976 között a Defensor Lima, 1977–8-ban a Deportivo Municipal, 1979-ben az argentin Vélez Sarsfield, 1980-ban az ecuadori Emelec, 1980 és 1983 között ismét a Deportivo Municipal, 1983-ban az ecuadori Deportivo Táchira, 1984-ben a CA Torino, 1985–86-ban a Juventud La Joya labdarúgója volt. a Defensorral egy perui bajnoki címet nyert.

### A válogatottban
1972 és 1978 között 22 alkalommal szerepelt a perui válogatottban. Részt vett az 1978-as argentínai világbajnokságon.

## Sikerei, díjai
Defensor Lima
- Perui bajnokság
  - bajnok: 1973